# Le Champ-près-Froges
Le Champ-près-Froges è un comune francese di 1 236 abitanti situato nel dipartimento dell'Isère nella regione dell'Alvernia-Rodano-Alpi.

## Società

### Evoluzione demografica
Abitanti censiti